# سیارک ۸۴۰۸
سیارک ۸۴۰۸ (به انگلیسی: 8408 Strom، نامگذاری:1995SX12) هشت هزار و چهارصد و هشتمین سیارک کشف شده‌است که در ۱۸ سپتامبر ۱۹۹۵ کشف شد.
قدر مطلق سیارک برابر ۱۴٫۲۰ است.